# Inspecteur Gadget 2
Série
Inspecteur Gadget
(1999)
Pour plus de détails, voir Fiche technique et Distribution.
Inspecteur Gadget 2 (Inspector Gadget 2) est une comédie policière américaine réalisé par Alex Zamm et sortie en 2003. Il s'agit d'une suite du film Inspecteur Gadget (1999) avec une autre version de l'histoire de L'inspecteur Gadget, ce film fut la deuxième adaptation de la série télévisée d'animation Inspecteur Gadget (1983).

## Synopsis
Alors que l'inspecteur Gadget a quelques soucis techniques, il fait un jour la connaissance de G2, son homologue féminin. Parallèlement, il doit se lancer sur la piste du Dr Mad, récemment évadé de prison.

## Fiche technique
- Titre : Inspecteur Gadget 2
- Titre original : Inspector Gadget 2
- Réalisation : Alex Zamm
- Scénariste : Andy Heyward[1] et Jean Chalopin
- Production : Peter Green, Charles Hirschhorn
- Sociétés de production : Fountain Productions, USA; Walt Disney Pictures, USA
- Producteur exécutif : Roger Birnbaum, Jean Chalopin, Andy Heyward, Jordan Kerner, David Roessell
- Directeur artistique : David Roessell
- Compositeur : Chris Hajian (de)
- Directeur de la photographie : Geoffrey Wharton
- Montage : Jimmy Hill
- Casting : Amy Lippens
- Directeur artistique : Bill Booth
- Pays d'origine : États-Unis
- Langue : anglais
- Genre : Comédie, action et science-fiction
- Format : son Dolby Digital, X, 35 mm
- Couleur : couleur
- Durée : 89 minutes
- Sortie : 2003

## Distribution
- French Stewart (VF : Michel Dodane ; VQ : François L'Écuyer) : Inspecteur Gadget
- Elaine Hendrix (VF : Virginie Méry ; VQ : Isabelle Leyrolles) : G2
- Caitlin Wachs (VF : Kelly Marot ; VQ : Stéfanie Dolan) : Sophie (Penny au Québec et en version originale)
- Tony Martin (VF : Sylvain Lemarié ; VQ : Éric Gaudry) : Dr Mad (Dr Claw en version originale)
- Mark Mitchell (VF : Patrick Floersheim ; VQ : André Montmorency) : le chef Gontier (Quimby au Québec et en version originale)
- Sigrid Thornton : (VF : Josiane Pinson ; VQ : Marie-Andrée Corneille) : la maire Wilson
- D.L. Hughley (VF : Emmanuel Curtil ; VQ : Daniel Lesourd) : Gadgetomobile (voix)
- John Batchelor (VF : Gérard Surugue ; VQ : Manuel Tadros) : McKibble
- James Wardlaw (VF : Thierry Ragueneau ; VQ : François Sasseville) : Brick
- Bruce Spence : (VF : Edgar Givry ; VQ : Roch Aubert) : Baxter
- Jeff Bennett : (VF : Christophe Lemoine) : Fino (voix)
- Mick Roughlan : (VF : Jean-Louis Faure) : Jungle Bob
- Nick Lawson : (VF : Daniel Lafourcade) : Squint
- Siros Niaros : le ninja
- Alethea McGrath : (VF : Lily Baron) : Mme Gontier
- Gino Lemura (VF : José Luccioni) : le professeur Von Schprokenwitch
- Brian McDermott : M. Morgan
- Mungo McKay : (VF : Marc Alfos) : le barman

## Commentaires
Cette suite est directement sortie en vidéo.

## Filmographie Inspecteur Gadget
- 1998 : Inspecteur Gadget (Inspector Gadget) de David Kellogg avec Matthew Broderick et Rupert Everett
- 2003 : Inspecteur Gadget 2 (Inspector Gadget 2) de Alex Zamm avec French Stewart et Elaine Hendrix

## Changements d'acteur
À l'exception de D.L. Hughley, qui reprend la voix de la Gadgetmobile, aucun acteur présent dans le premier volet ne revient dans ce deuxième film.
French Stewart succède à Matthew Broderick dans le rôle d'Inspecteur Gadget.
Caitlin Wachs joue le rôle de Sophie, succédant ainsi Michelle Trachtenberg.
Tony Martin reprend le rôle du fameux Dr Mad joué par Rupert Everett dans le premier film.
Mark Mitchell remplace Dabney Coleman dans le rôle du Chef Gontier.
Sigrid Thornton incarne la Maire Wilson après Cheri Oteri.

### Article annexe
- Inspecteur Gadget